# Palazzo Petina

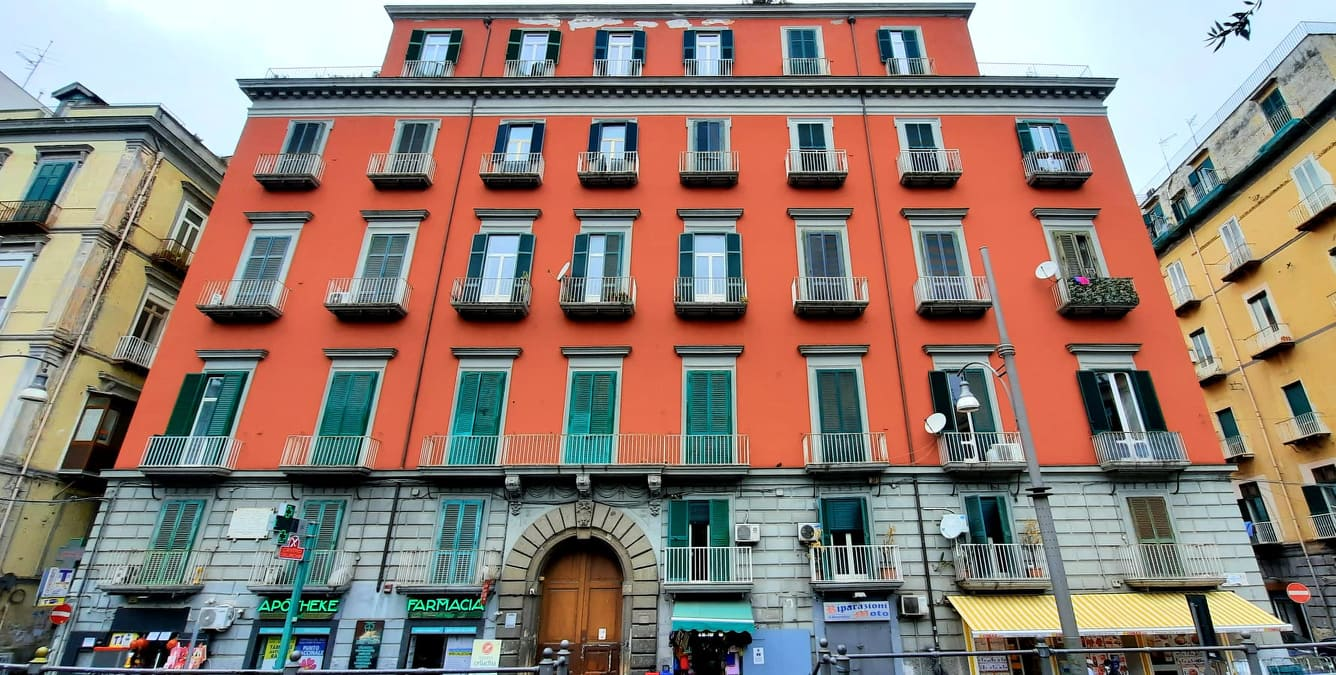
Palazzo Petina in Neapel

Der Palazzo Petina ist ein Palast aus dem 17. Jahrhundert im Viertel Stella in Neapel in der italienischen Region Kampanien. Er liegt an der Piazza Cavour, 152.

## Geschichte
Der Palast wurde vermutlich in der ersten Hälfte des 17. Jahrhunderts erbaut. Im Laufe der folgenden Jahrhunderte gehörte er den Confalones, Markgrafen von Petina. Es ist beispielsweise bekannt, dass Giovanna Confalone mit Nicola Moscati, Eigentümer des Palazzo dello Spagnolo an der Via Vergini, einen Vertrag über den Bau einer Leitung schloss, die Wasser von ihrem Palast zur Zisterne der Residenz Moscatis befördern sollte. Im provisorischen Kataster von 1815 ist ein letzter Eigentümerwechsel zur Person des Markgrafen Ottavio de Piccolellis (1789–1852) ersichtlich, der aber 1831 das Zwischengeschoss des bekannten Palazzo Zevallos in der Via Toledo kaufte und dann vermutlich den Palazzo Petina zum Verkauf anbot.

## Beschreibung
Das Gebäude hat zur Piazza Cavour hin eine imposante Fassade mit fünf Stockwerken, die letztmalig im Laufe des 19. Jahrhunderts renoviert wurde. Der Sockel in glattem Bossenwerk umfasst das Erdgeschoss und das Zwischengeschoss, während die ersten beiden Obergeschosse gerades Gebälk über den Fensterrahmen zeigen. Schließlich verläuft über dem vierten Stockwerk ein Ziergesims, über dem, sicherlich im Laufe des Umbaus im 19. Jahrhundert, das fünfte Stockwerk mit seinen Eckterrassen errichtet wurde. Das Eingangsportal, auf dessen Schlussstein sich ein zweiteiliges Wappen in Piperno befindet, ist das einzige Bauelement aus dem 17. Jahrhundert an dem ganzen Gebäude, das bis heute erhalten ist. Durch den Eingangsraum mit seiner Tonnengewölbedecke gelangt man in den rechteckigen Innenhof, den an der Rückwand eine offene Treppe mit drei Arkaden pro Stockwerk, einfach und imposant zugleich, abschließt. Hinter ihr erreichte man den Garten, der in den 1870er-Jahren verloren ging, als man die heutige Via Mario Pagano trassierte und aufbaute.
In dem Palast sind heute Privatwohnungen, Büroräume und ein Bed and Breakfast untergebracht. Er befindet sich in hervorragendem Erhaltungszustand.
Im Erdgeschoss ist die Farmacia del Sole (dt.: Sonnenapotheke; ursprünglich Spezeria del Sole) untergebracht, die dort seit über 200 Jahren ihren Sitz hat und in der das Polvere di Roccasecca verkauft wurde. Die Apotheke gehört heute Dottore Pasquale Russo.

## Galeriebilder

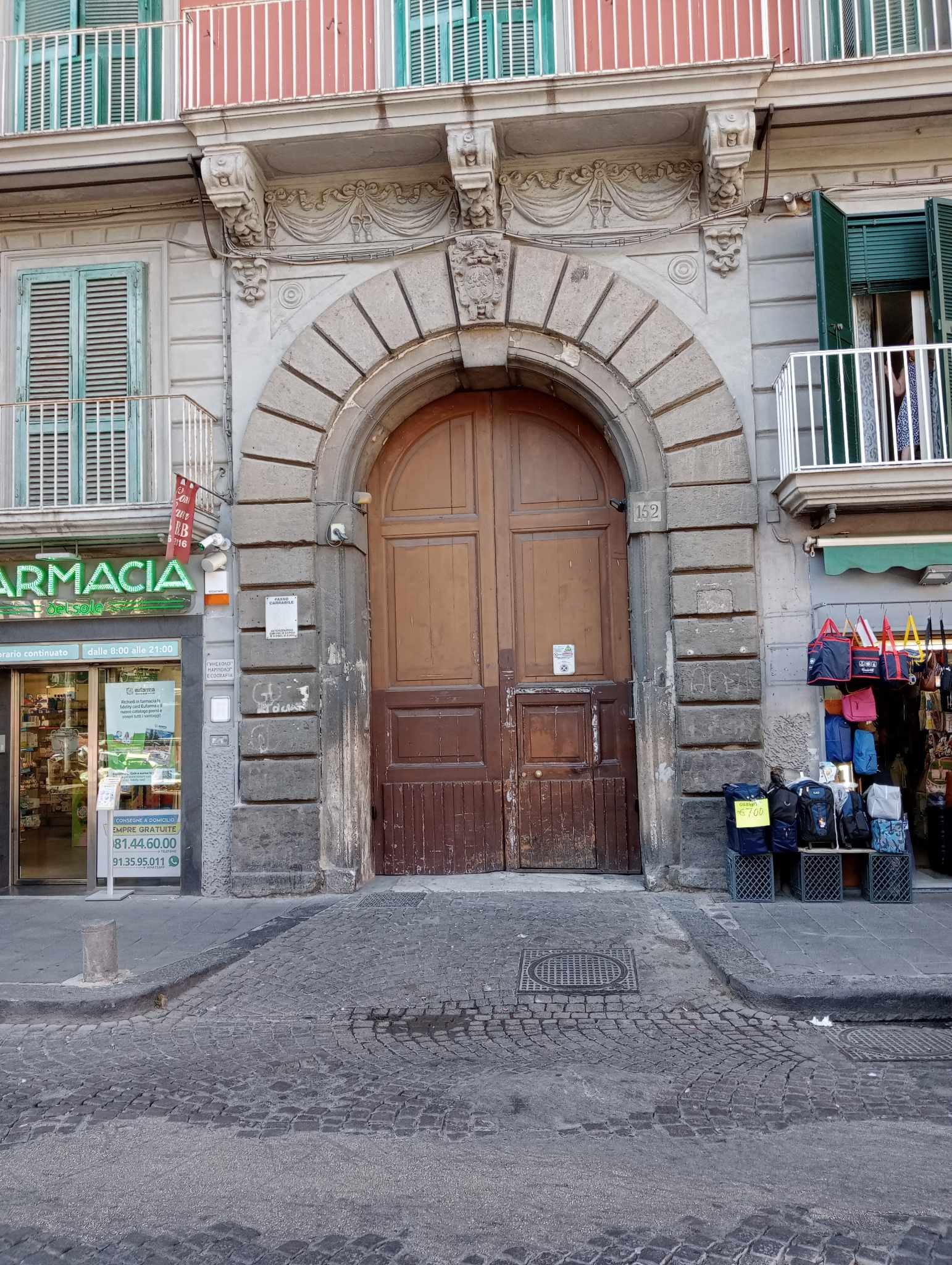
Das Eingangsportal
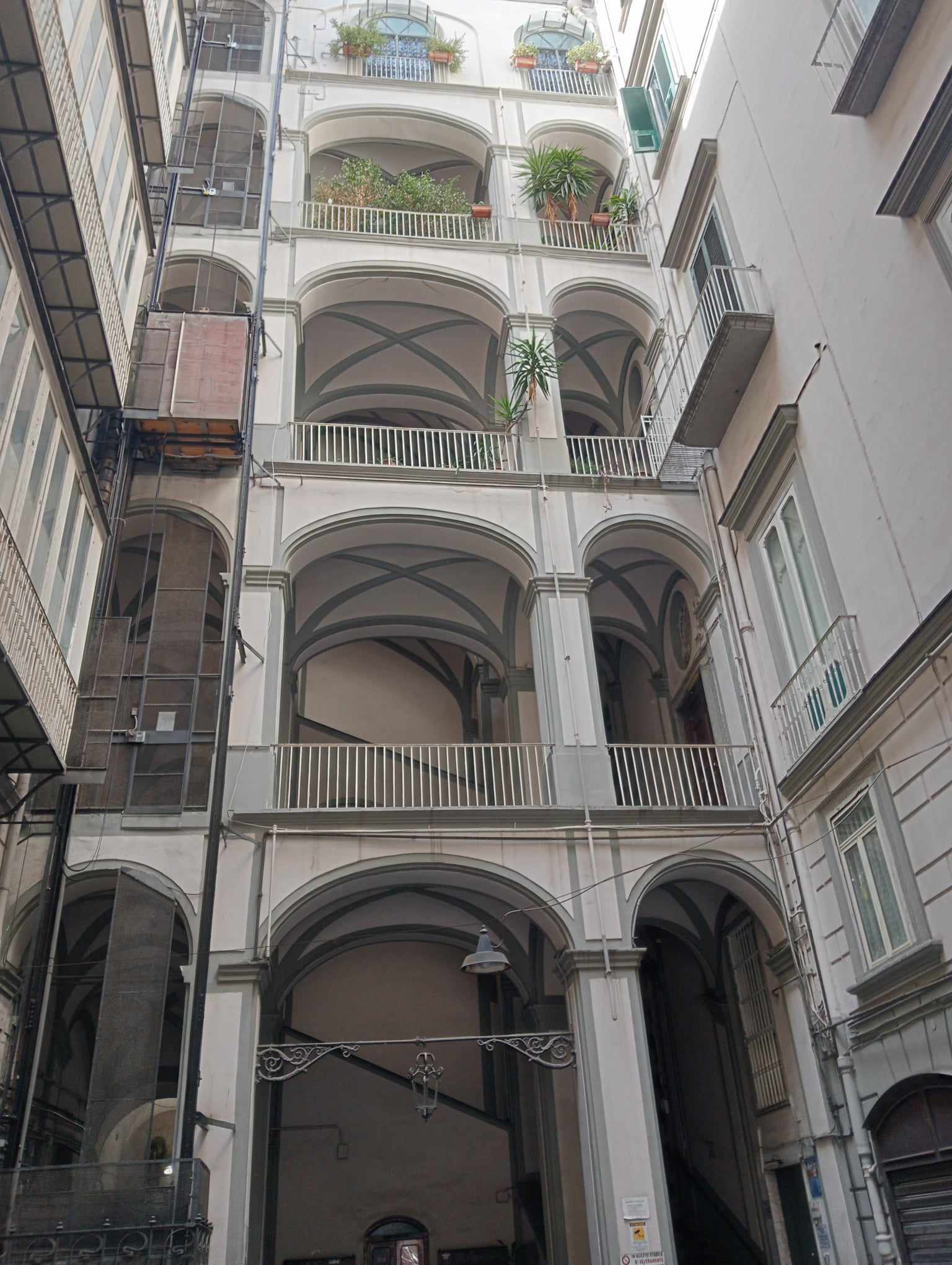
Die offene Treppe